# 上川井町
上川井町（かみかわいちょう）は、横浜市旭区の町名。丁番を持たない単独町名である。住居表示未実施。

## 沿革
古くは都筑郡上川井村であった。地名の「カワイ」は川の合流地点の意味があり、『新編武蔵風土記稿』に川井村の地名がみられる。1889年（明治22年）4月1日に今宿・下川井・川井・上白根・下白根・今宿の各村と合併、都岡村となる。1939年（昭和14年）4月1日に横浜市に編入、保土ケ谷区上川井町となり、1969年10月1日に行政区再編により旭区に編入される。1979年2月25日、上川井町北部の緑区に近い一帯を分割、若葉台一~四丁目を新設。1980年3月31日には上川井町・瀬谷区瀬谷町・緑区長津田町の各一部から瀬谷区卸本町を新設した。

## 地理
旭区の北部、帷子川の源流域に位置し、川の両岸には丘陵地が広がる渓谷の様相を見せる。町の西側は瀬谷区、北側は緑区および旭区若葉台に接する。市境を接していないが北側は町田市に200mまで迫る。東側は川井宿町、川井本町、下川井町、矢指町に接する。町内を保土ヶ谷バイパスと国道16号が通り、上川井インターチェンジで交差する。上川井インター近くには私立横浜三育小学校、16号の北には横浜市立上川井小学校があり、南部には下川井町・矢指町とまたがる程ヶ谷カントリー倶楽部がある。横浜若葉台団地に隣接した老人ホーム近くでは1993年に温泉（塩化物泉）の掘削に成功、2000年からは社会福祉法人により「横浜温泉チャレンジャー」として営業していたが、2021年末に閉館した。。町内にある、相模川水系の水道用水専用橋「大貫谷戸水路橋」は、かながわの橋100選に選定されている。町の面積は3.603km2で、旭区で最も広い町である。

### 地価
住宅地の地価は、2025年（令和7年）1月1日の公示地価によれば、上川井町字細谷2696番19の地点で15万円/m²となっている。

## 世帯数と人口
2025年（令和7年）6月30日現在（横浜市発表）の世帯数と人口は以下の通りである。
| 町丁     | 世帯数    | 人口    |
| -------- | --------- | ------- |
| 上川井町 | 1,880世帯 | 3,664人 |

### 人口の変遷
国勢調査による人口の推移。
| 年                 | 人口  |
| ------------------ | ----- |
| 1995年（平成7年）  | 3,850 |
| 2000年（平成12年） | 4,117 |
| 2005年（平成17年） | 4,132 |
| 2010年（平成22年） | 4,334 |
| 2015年（平成27年） | 4,434 |
| 2020年（令和2年）  | 4,249 |

### 世帯数の変遷
国勢調査による世帯数の推移。
| 年                 | 世帯数 |
| ------------------ | ------ |
| 1995年（平成7年）  | 1,233  |
| 2000年（平成12年） | 1,278  |
| 2005年（平成17年） | 1,311  |
| 2010年（平成22年） | 1,331  |
| 2015年（平成27年） | 1,409  |
| 2020年（令和2年）  | 1,409  |

## 学区
市立小・中学校に通う場合、学区は以下の通りとなる（2024年11月時点）。
| 番地                                                                    | 小学校               | 中学校             |
| ----------------------------------------------------------------------- | -------------------- | ------------------ |
| 1〜3219番地、3221〜3225番地 3227番地、3229番地 3232番地、3234〜3235番地 | 横浜市立上川井小学校 | 横浜市立都岡中学校 |
| 3220番地、3226番地 3228番地、3230番地 3231番地、3233番地                | 横浜市立川井小学校   | 横浜市立都岡中学校 |

## 事業所
2021年（令和3年）現在の経済センサス調査による事業所数と従業員数は以下の通りである。
| 町丁     | 事業所数  | 従業員数 |
| -------- | --------- | -------- |
| 上川井町 | 211事業所 | 3,468人  |

### 事業者数の変遷
経済センサスによる事業所数の推移。
| 年                 | 事業者数 |
| ------------------ | -------- |
| 2016年（平成28年） | 230      |
| 2021年（令和3年）  | 211      |

### 従業員数の変遷
経済センサスによる従業員数の推移。
| 年                 | 従業員数 |
| ------------------ | -------- |
| 2016年（平成28年） | 3,675    |
| 2021年（令和3年）  | 3,468    |

## 交通

### 道路
- 国道16号
- 国道16号（保土ヶ谷バイパス）

## 施設
- 旭警察署 上川井交番
- 横浜市立上川井小学校
- 横浜三育小学校
- 程ヶ谷カントリー倶楽部[20]。

## その他

### 日本郵便
- 郵便番号 : 241-0802[3]（集配局：横浜旭郵便局[21]）

### 警察
町内の警察の管轄区域は以下の通りである。
| 番・番地等 | 警察署   | 交番・駐在所 |
| ---------- | -------- | ------------ |
| 全域       | 旭警察署 | 上川井交番   |